# 吕西
吕西（法語：Russy，法語發音：[ʁysi] ⓘ）是瑞士弗里堡州的旧市镇，位於該國西部，面積3.7平方公里，海拔高度550米，2011年人口212，七成半人口信奉羅馬天主教，人口密度每平方公里57人。